# Hovtun
Hovtun là một đô thị thuộc tỉnh Shirak, Armenia. Dân số ước tính năm 2011 là 215 người.